# Sun Valley (marque)
 (janvier 2013).
Si vous disposez d'ouvrages ou d'articles de référence ou si vous connaissez des sites web de qualité traitant du thème abordé ici, merci de compléter l'article en donnant les références utiles à sa vérifiabilité et en les liant à la section « Notes et références ».
Sun Valley est une marque française de prêt-à-porter lancée en 1983 à Marseille dans les Bouches-du-Rhône, spécialisée dans les vêtements de ski. Elle est distribuée dans plus de 18 pays. Le siège social se situe à La Ciotat, dans les Bouches-du-Rhône. Elle est exploitée par la société Sport Equipment.

## Histoire
La société a été fondée en 1983 à Marseille par Edouard et Gilles Terzibachian, passionnés de ski de bosses. Dès l’origine, la marque française se positionne sur des fondamentaux : passion de la montagne, désir de liberté, harmonie avec l’environnement. 
Les premiers modèles à voir le jour sont des combinaisons de ski fabriquées au fond du garage des deux frères. Les créations se déclinent du quotidien au technique. De par la situation géographique des créateurs, une gamme de plage est également commercialisée.
Vers 1995 le team Sun Valley est formé, avec notamment Seb Michaud, le pionnier du Free Ride ou encore David Allemoz et Julien Ruffier. À cette époque, les premières images ramenées de ces Ski Trips marquent les esprits. La typographie de Sun Valley ainsi que le logo, bien définis, deviennent des signes de reconnaissance. 
En 2010, la marque confirme son attachement à la découverte et aux voyages au travers des Ski Trips. Le slogan « Created For Freedom » est alors adossé au logo Sun Valley. Présente dans l’univers du sportswear adulte et enfant, l’entreprise est implantée en France et à l’international dans 18 pays, avec une distribution en Asie et au Canada.

## Activité, rentabilité, effectif
|                                        | 2014   | 2015   | 2016   | 2017   | 2018   | 2019 |
| -------------------------------------- | ------ | ------ | ------ | ------ | ------ | ---- |
| Chiffre d'affaires en milliers d'euros | 13 775 | 14 572 | 14 253 | 15 227 | 15 558 |      |
| Résultat net en milliers d'euros       | 75     | 130    | 342    | 268    | 253    |      |
| Effectif moyen annuel                  | 29     | 29     | 30     | 29     | 34     |      |

## Ski Trips
Dès le milieu des années 1990, les sportifs qui composent le team sont impliqués dans la communication de la marque avec l’utilisation de photos et vidéos issues de leurs voyages[source secondaire souhaitée]. 
Les carnets de voyages se composent au fil des ans avec des destinations telles le Canada, l’Alaska, le Japon, l’Inde, le Kamchatka, l’Iran….[source secondaire souhaitée]

## Partenariats
Sun Valley est partenaire d'événements et de sportifs dans le domaine du ski : Coupe du Monde de ski alpin à Courchevel depuis 2010, fournisseur officiel de l’équipe de France de ski freestyle depuis 2004 … 
Elle équipe par ailleurs des pro riders tels que Seb Michaud, Niki Salençon ou encore Jordan Bricheux ; et est fournisseur des écoles de ski internationales et de clubs de ski.

## Identité visuelle

Logo jusqu'en 2022.
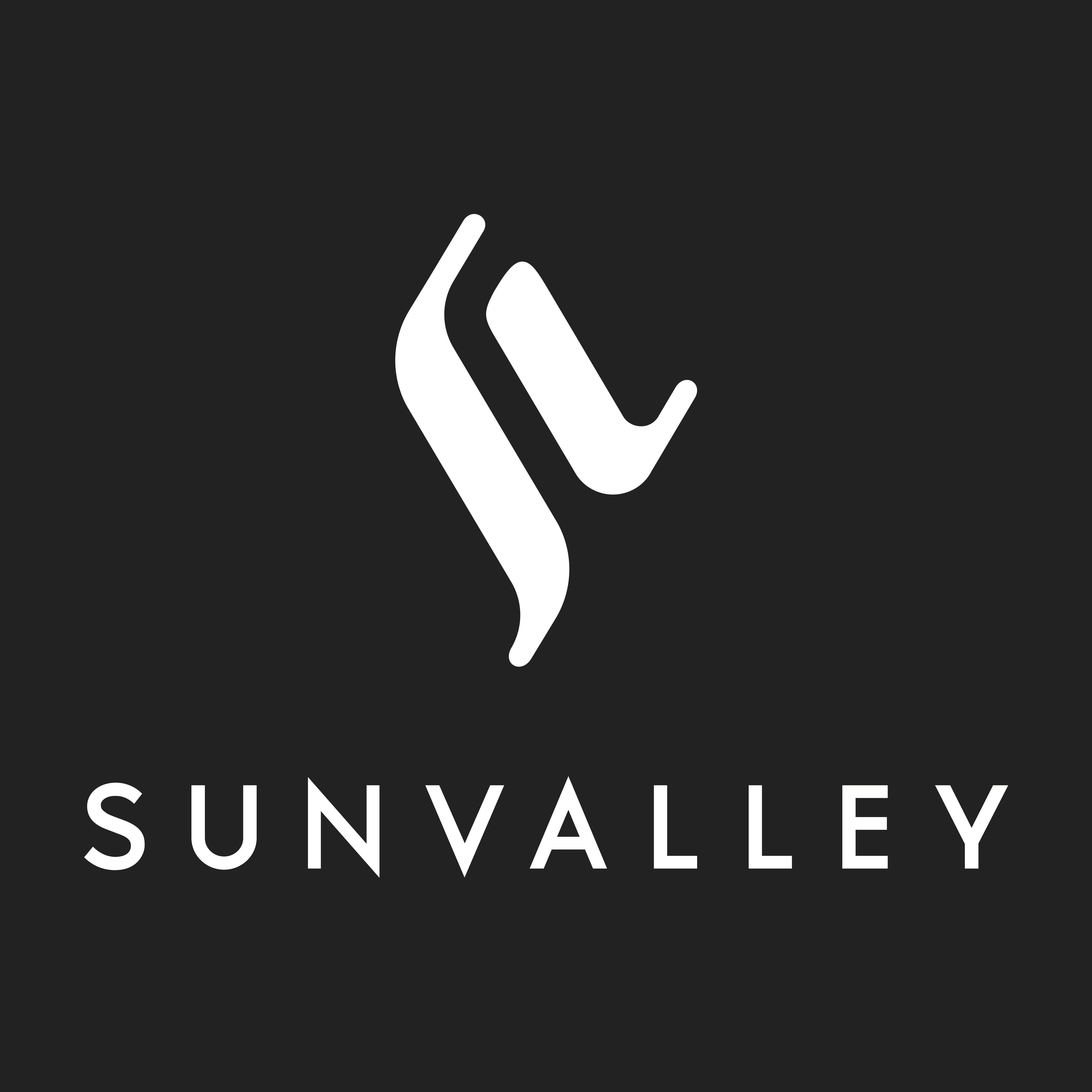
Logo depuis 2022.